# Primula heterochroma
Primula heterochroma är en viveväxtart som beskrevs av Otto Stapf. Primula heterochroma ingår i släktet vivor, och familjen viveväxter. Inga underarter finns listade i Catalogue of Life.